# Derusifikace
Derusifikace je proces nebo veřejná politika v různých státech bývalého Ruského impéria a Sovětského svazu nebo jejich některých částech, jejímž cílem je obnovit znaky národní identity původních obyvatel (většinou titulárního národa): jazyk, kulturu, historickou paměť, ztracené v důsledku rusifikace.
Termínem lze označit marginalizaci jazyka, kultury a dalších atributů ruskojazyčné společnosti prostřednictvím podpory jiných, obvykle autochtonních jazyků a kultur.

## Po rozpadu ruského impéria
Poprvé se derusifikace projevila v nových nezávislých státech, které vznikly po rozpadu ruského impéria v roce 1917, jako je Polsko, Finsko, Gruzie, Estonsko, Lotyšsko a Litva. V tomto případě se často jednalo o diskriminaci ruského jazyka jako reakci v minulosti podrobených národů na období intenzivní (někdy násilné) rusifikace.

### Kars

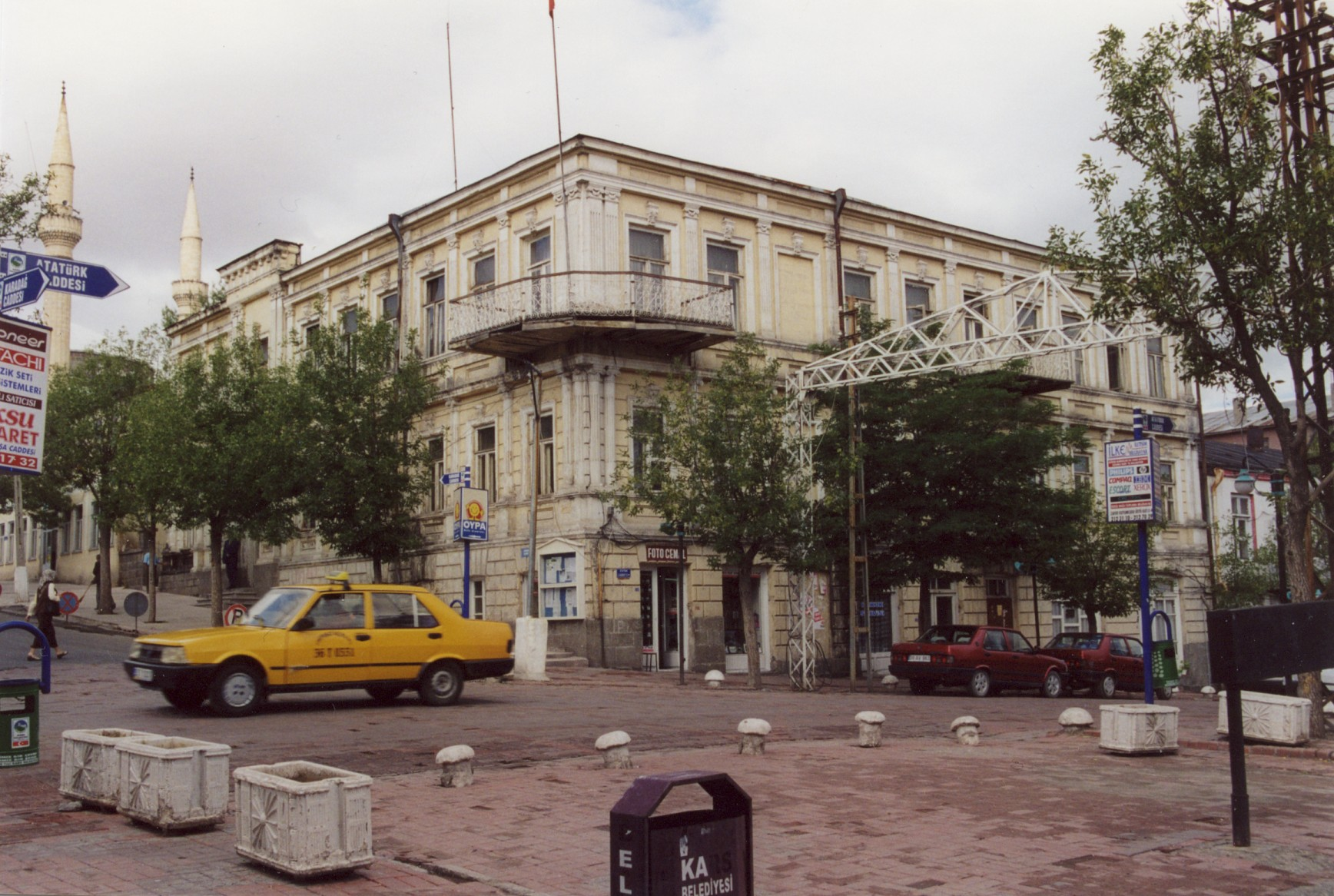
O dřívější ruské přítomnosti v tureckém Karsu svědčí dochované stavby typické ruské architektury z konce 19. a začátku 20. století.

Poté, co Moskevská smlouva (1921) definitivně převedla Karskou oblast a řadu přilehlých území na Turecko, opustili tato území téměř všichni křesťané, kteří podle sčítání lidu z roku 1897 tvořili 47 % obyvatelstva. Podíl Slovanů v oblasti, který v té době činil 10,6 % obyvatel (z toho 7,7 % vlastních Rusů), klesl na nulu. Řecká, arménská a gruzínská komunita přestaly existovat.

### Charbin

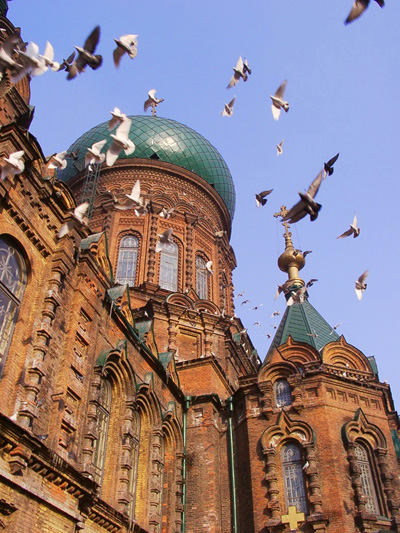
Katedrála svaté Sofie ruské pravoslavné církve (postavená v roce 1907) jako pozůstatek ruského vlivu v čínském Harbinu.

V letech 1945–1969 skončila derusifikace nyní čínského Charbinu, který měl na vrcholu bílé emigrace ve 20. letech 20. století téměř 300 tisíc rusky mluvících obyvatel severovýchodní Číny. Většina zbývajících ruských obyvatel se rozhodla emigrovat do Spojených států, Austrálie nebo se vrátila do SSSR.

## V Sovětském svazu
V prvních letech sovětské moci byl v mnoha národně autonomních celcích SSSR spuštěn mechanismus indigenizace, který měl chránit zvláštní zájmy titulárních národů. Proto navzdory podpoře ruského jazyka jako prostředku mezietnické komunikace začal demografický pokles ruského obyvatelstva ve většině národních autonomií se souběžným růstem různých národnostních diaspor v samotném Rusku.
V souvislosti s populační explozí v asijských národních republikách SSSR tak začali být Rusové aktivně vytlačováni ze všech sfér vzdělávání a zaměstnání (s výjimkou složitějších technických profesí) i v těch regionech, kde tvořili naprostou většinu, jako např. v Biškeku a Almaty. Nárůst vnitřní migrace vedl také ke zvýšené konkurenci o pozemky a bydlení. Za těchto podmínek začal od konce 60. let v podstatě postupný proces repatriace ruského obyvatelstva na území RSFSR.

### Čínsko-sovětský rozkol
Po čínsko-sovětském rozkolu vydalo čínské Ministerstvo veřejné bezpečnosti a Státní úřad pro geodézii a mapování v roce 1963 dokument „Oznámení o požadavku na šetření a výzkum problémů existujících v ruských zeměpisných názvech a návrh stanovisek k jejich řešení“, v němž požadovalo, aby provincie Chej-lung-ťiang derusifikovala zeměpisné názvy v rámci své jurisdikce. Následně provedl odbor civilních záležitostí provincie Chej-lung-ťiang studie a identifikoval 20 ruských místopisných názvů, které se používaly v minulosti, ale nyní mají čínské názvy (hlavně ulice v Charbinu a ostrovy na řece Amur), a 9 místopisných názvů bez čínských názvů; 27. prosince 1963 pak zaslal do Pekingu písemnou zprávu obsahující návrhy na přejmenování ruských místopisných názvů a také poznámku, že některé místopisné názvy je třeba dále studovat. Dne 26. prosince 1964 schválila Státní rada Čínské lidové republiky návrh na derusifikaci místopisných názvů.

### Po rozpadu SSSR
Ve většině středoasijských a zakavkazských republik bývalého Sovětského svazu podíl a počet ruského obyvatelstva klesal obzvláště rychle v důsledku masové emigrace, přirozeného úbytku a dlouhodobé populační exploze původních obyvatel, kteří začali v Rusku přibývat jako pracovní migranti.
V Tádžikistánu se tak během prvních deseti let nezávislosti počet Rusů snížil ze 400 na 60 tisíc. V roce 2010 byla ruština v republice zbavena statutu jazyka mezietnické komunikace. Rychlá derusifikace mnoha dalších měst a regionů Kazachstánu a Střední Asie pokračuje.
Například podíl ruského obyvatelstva v Astaně mezi lety 1989 a 2009 klesl z 54,5 % na 24,9 %, v Almaty z 59,1 % na 33,2 %, v Biškeku z 55,8 % na 26,1 %.

### Odklon od cyrilice
Po rozpadu SSSR se počet zemí oficiálně používajících cyrilici snížil, což lze rovněž považovat za projev derusifikace. Písmo se přestalo používat v Ázerbájdžánu, Moldavsku, Turkmenistánu a částečně v Uzbekistánu. V Kazachstánu je do roku 2025 naplánován úplný přechod kazaštiny z cyrilice na latinku.

## V Turkmenistánu
Všechny specializované školy s výukou ruštiny byly uzavřeny a jejich žáci byli posláni do turkmenských škol po celé zemi. Turkmenská vláda omezila výuku ruštiny na jednu hodinu týdně, zablokovala většinu ruskojazyčných médií a později omezila přístup k ruskojazyčným materiálům v národní knihovně.

## V Kazachstánu
V letech 1929 až 1940 používal Kazachstán latinku, poté přešel v rámci reformy na cyrilici. Předtím se zde používalo arabské písmo.
Dne 28. září 2017 se v kazašském parlamentu konalo slyšení, na kterém byl představen návrh nové abecedy založené na latince. Abeceda se bude skládat z 25 znaků. Návrh abecedy představil ředitel Koordinačního a metodického centra rozvoje jazyka Erbol Tlešev. Podle něj byla abeceda sestavena s přihlédnutím k jazykovému systému kazaštiny a názorům odborníků. Ředitel Institutu jazykovědy Erden Kazybek uvedl, že každé písmeno abecedy bude znamenat jeden zvuk a nebude obsahovat další grafické znaky.
Dne 27. října 2017 podepsal prezident Kazachstánu Nursultan Nazarbajev dekret o převodu kazašské abecedy z cyrilice na latinku. Dokument zveřejněný 27. října předpokládá postupný přechod na grafickou latinku do roku 2025. Dekretem byla rovněž schválena nová abeceda.
Dne 26. února 2018 během setkání s ministrem informací a komunikací Daurenem Abajevem nařídil prezident Kazachstánu Nursultan Nazarbajev překládat činnost státních orgánů výhradně do kazaštiny. Tento přechod bude probíhat po etapách.

## V Moldavsku
Od získání nezávislosti je rumunština v moldavské ústavě zakotvena jako úřední jazyk, zatímco ruština se stále používá, ale už není tak důležitá jako v sovětské éře.
Dne 4. června 2018 prohlásil moldavský ústavní soud zákon „O fungování jazyků na území Moldavské SSR“ za zastaralý. Tento zákon přiznával ruskému jazyku v zemi zvláštní status. Zákon z roku 1989, který přiznal ruštině status jazyka mezinárodního významu a zaručoval používání ukrajinštiny, ruštiny, bulharštiny, hebrejštiny, jidiš, romštiny a dalších etnik žijících v zemi pro uspokojování národních a kulturních potřeb.
Podle sčítání lidu z roku 2014 činí podíl etnických Rusů v zemi jen asi 4 %, takže zvláštní status ruštiny „vede k diskriminaci ostatních etnických skupin žijících v Moldavsku“. Moldavský soud zrušil zvláštní status ruského jazyka v roce 2021.

## Na Ukrajině
Ve skutečnosti tento proces začal ve stejné době jako rozpad SSSR, ale protože otázka dekomunizace byla mnohem větším problémem, byla jí věnována poměrně malá pozornost v jednom rozměru. Ukázalo se, že tyto procesy spolu úzce souvisejí a zpočátku probíhaly většinou spontánně a nesystematicky. Vzhledem k tomu, že proces dekomunizace na Ukrajině téměř skončil v roce 2022, po zahájení ruské invaze na Ukrajinu v roce 2022 začal v otázce derusifikace určitý pokrok.
Na pozadí ruské invaze na Ukrajinu v roce 2022 začala na Ukrajině probíhat derusifikace. Ve vesnicích a městech byly změněny názvy ulic a byly zbourány sovětsko–ruské pomníky. De-rusifikovány byly nejen architektonické stavby, ale i názvy ulic související s Ruskem. Změny byly provedeny ve Lvově, Dnipru, Kyjevě a Charkově. Ivano-Frankivsk se zase stal prvním městem na Ukrajině, které se zcela zbavilo ruských místopisných názvů.
Podle průzkumu sociologické skupiny Rating z 8. dubna 2022 podporuje 76 % Ukrajinců iniciativu přejmenování ulic a dalších objektů, jejichž názvy jsou spojovány s Ruskem.
Dne 21. dubna 2022 tajemník Rady národní bezpečnosti a obrany Ukrajiny Oleksij Danilov prohlásil, že úplná derusifikace obchodu, politiky a mnoha sfér ukrajinského života je nevyhnutelná a „nic ruského nám tu nezůstane“.